# Guihuaquan (köpinghuvudort i Kina, Hubei Sheng, lat 29,56, long 113,87)
Guihuaquan (kinesiska: 桂花泉, 桂花泉镇) är en köpinghuvudort i Kina. Den ligger i provinsen Hubei, i den centrala delen av landet, omkring 120 kilometer söder om provinshuvudstaden Wuhan. Antalet invånare är 7 331. Befolkningen består av 3 519 kvinnor och 3 812 män. Barn under 15 år utgör 19,0 %, vuxna 15-64 år 71 %, och äldre över 65 år 8,0 %.
Runt Guihuaquan är det ganska tätbefolkat, med 248 invånare per kvadratkilometer. Närmaste större samhälle är Puqi, 17,5 km norr om Guihuaquan. I omgivningarna runt Guihuaquan växer i huvudsak blandskog.
Genomsnittlig årsnederbörd är 1 743 millimeter. Den regnigaste månaden är maj, med i genomsnitt 244 mm nederbörd, och den torraste är januari, med 42 mm nederbörd.